# Shazam! Fúria dos Deuses
Shazam! Fury of the Gods (bra/prt: Shazam! Fúria dos Deuses) é um filme de um super-herói americano lançado em 2023, baseado no personagem Shazam, da DC Comics. 
Produzido pela The Safran Company, e distribuído pela Warner Bros. Pictures, o filme é a sequência de Shazam! (2019) e o décimo segundo filme do Universo Estendido DC (DCEU). É dirigido por David F. Sandberg a partir de um roteiro de Henry Gayden e Chris Morgan, e estrelado por Zachary Levi, Asher Angel, Jack Dylan Grazer, Adam Brody, Djimon Hounsou, Ross Butler, D.J. Cotrona, Grace Caroline Currey, Meagan Good Rachel Zegler,  Helen Mirren e Lucy Liu.
Uma continuação de Shazam! Começou a ser desenvolvida logo após o lançamento do filme, em abril de 2019, com Gayden retornando como roteirista. Sandberg e Levi também deveriam retornar em dezembro. O título e o restante do elenco de retorno foram confirmados em agosto de 2020 durante um painel da DCFandome, com Rachel Zegler, Helen Mirren e Lucy Liu escaladas como as filhas de Atlas no início de 2021. As filmagens começaram em maio em Atlanta, Geórgia e foram concluídas em agosto.
Shazam! Fury of the Gods foi lançado nos Estados Unidos em 17 de março de 2023. O filme conquistou um bom público em seu lançamento. Dias depois, as vendas de ingressos de cinema do filme, decaíram.

## Elenco
- Zachary Levi como Shazam: O campeão do mago Shazam e o super-herói alter-ego do adolescente Billy Batson, que possui "a sabedoria de Salomão, a força de Hércules, a resistência de Atlas, o poder de Zeus, a coragem de Aquiles e a velocidade de Mercúrio ".[9]
  - Asher Angel como Billy Batson: Um adolescente e filho adotivo que se transforma em um super-herói dizendo "Shazam!".[9]
- Jack Dylan Grazer como Freddy Freeman: Irmão adotivo com deficiência física de Billy e um fã de super-heróis. Adam Brody interpreta a forma de super-herói adulto do personagem.[9]
- Djimon Hounsou como Mago Shazam: Um antigo mago que deu a Billy seus poderes depois de nomeá-lo como campeão.[10]
- Rachel Zegler[11][12]
- Helen Mirren como Hespera: Uma filha de Atlas.[13]
- Lucy Liu como Calypso: Uma filha de Atlas.[14]

A família adotiva de Billy também inclui Faithe Herman como Darla Dudley, a irmã adotiva mais nova e bem-humorada de Billy com Meagan Good como sua forma de super-herói adulta; Grace Fulton como Mary Bromfield, irmã adotiva mais velha e acadêmica de Billy (Fulton também a interpreta na forma de super-herói adulta); Ian Chen como Eugene Choi, irmão adotivo mais novo de Billy e um jogador obsessivo com Ross Butler interpreta Eugene na sua forma de super-herói adulto; Jovan Armand como Pedro Peña, irmão adotivo mais velho de Billy e um tímido menino sensível e D. J. Cotrona interpreta Pedro na sua forma de super-herói adulto; e Marta Milans e Cooper Andrews como Rosa e Victor Vásquez, os pais adotivos de Billy e seus irmãos.

## Produção

### Desenvolvimento
Com a abertura bem-sucedida do Shazam! (2019) em abril de 2019, foi revelado que Henry Gayden retornaria para escrever o roteiro de uma sequência. O diretor David F. Sandberg e os produtores Peter Safran, Walter Hamada e Dwayne Johnson também deveriam retornar. Mais tarde naquele mês, Michelle Borth, que interpretou a forma de super-herói adulta de Mary Bromfield no primeiro filme, disse que assinou um contrato de cinco filmes para o papel e era esperado que voltasse para pelo menos uma sequência. Zachary Levi confirmou em junho que estava voltando para estrelar como Shazam na sequência e revelou que o roteiro havia começado a ser escrito antes do início planejado das filmagens em meados de 2020. Sandberg e grande parte da equipe do primeiro filme foram confirmados para retornar em dezembro de 2019, quando a New Line Cinema e a Warner Bros. Pictures agendaram a sequência para lançamento em 1º de abril de 2022. Isso foi adiado em abril de 2020 para 4 de novembro de 2022 devido à pandemia de COVID-19, em outubro de 2020 um para 02 de junho de 2023 pelo agravamento da pandemia, Em março de 2022, a Warner Bros. ajustou seu cronograma de lançamento devido aos impactos do COVID-19 na carga de trabalho dos fornecedores de efeitos visuais. The Flash e Aquaman and the Lost Kingdom foram movidos de 2022 para 2023 para dar tempo para que seus efeitos visuais fossem concluídos, enquanto Shazam!: Fury of the Gods foi movido para a data de lançamento anterior de Aquaman and the Lost Kingdom de 16 de dezembro de 2022, porque estaria pronto para lançamento mais cedo. Em Abril, a data de lançamento do filme foi adiada cinco dias para 21 de dezembro para evitar a competição com Avatar: The Way of Water.

### Montagem de Elenco
Em junho de 2020, Marta Milans confirmou que reprisaria seu papel como mãe adotiva Rosa Vásquez do primeiro filme e revelou que as filmagens foram adiadas pela pandemia. O título do filme foi revelado como Shazam!: Fury of the Gods durante o evento virtual DCfandome em agosto de 2020, com o retorno dos membros do elenco confirmados, incluindo Asher Angel como o adolescente Billy Batson e Levi como sua contraparte de super-herói adulto, Jack Dylan Grazer como Frederick "Freddy" Freeman e Adam Brody sua contraparte de super-herói adulto, Faithe Herman como Darla Dudley e Meagan Good como sua contraparte adulta, Grace Fulton como Mary Bromfield e como sua contraparte adulta, Ian Chen como Eugene Choi e Ross Butler como sua contraparte adulta, e Jovan Armand como Pedro Peña com D. J. Cotrona como sua contraparte adulta. No mês seguinte, Levi disse que as filmagens começariam no início de 2021.
O lançamento do filme foi adiado novamente em outubro, para 2 de junho de 2023. No mês seguinte, Mark Strong disse que estava esperando para saber se ele retornaria como Dr. Thaddeus Sivana na sequência. Em janeiro de 2021, Good disse que as filmagens começariam em maio e Rachel Zegler foi escalada para um "papel-chave" não revelado no mês seguinte. Peter Safran estava produzindo o filme através de sua empresa The Safran Company. Chris Morgan contribuiu para o roteiro do filme. Em março, Helen Mirren foi escalada como Hespera, uma filha de Atlas, com Zegler supostamente interpretando a irmã de Hespera. No mês seguinte, Lucy Liu foi escalada como Calypso, outra filha de Atlas. Strong disse em maio que não apareceria na sequência, e Cooper Andrews foi confirmado para reprisar seu papel como pai adotivo Víctor Vásquez, do primeiro filme.

### Filmagens
As filmagens principais começaram em 26 de maio de 2021, em Atlanta, Geórgia, com Gyula Pados atuando como diretor de fotografia. A produção do filme foi adiada desde o início de meados de 2020 devido à pandemia do COVID-19. Em junho, Sandberg revelou que Fulton também estava retratando a forma de super-herói adulta de Mary no filme, substituindo Borth, com o cabelo e maquiagem de Fulton ajustados para a versão de super-herói. Um mês depois, fotos do set revelaram que Djimon Hounsou estaria reprisando seu papel como o Mago Shazam. As filmagens foram concluídas em 31 de agosto de 2021.

## Marketing
Sandberg promoveu a sequência durante um painel virtual no evento DCfandome de agosto de 2020, anunciando o título do filme e o retorno do elenco. Em junho de 2021, após uma semana de filmagens, Sandberg lançou um pequeno clipe com Levi em seu novo traje para o filme; isso veio depois que várias fotos do figurino vazaram durante aquela semana. Para se antecipar a mais vazamentos de figurinos, Sandberg divulgou uma imagem de Levi, Brody, Good, Fulton, Butler e Cotrona em seus novos trajes de super-heróis para o filme no final do mês. As imagens dos bastidores e a arte conceitual do filme foram reveladas em outubro de 2021 durante o evento DCfandome , com Rob Bricken, do io9, e Gregory Lawrence, do Collider, expressando entusiasmo com os novos membros do elenco, personagens, locais e mitologia revelados nas imagens. Levi, Angel, Grazer e Mirren promoveram o filme no Painel da Warner Bros. Pictures, na CinemaCon em abril de 2022, revelando novas imagens do filme.

## Lançamento
Shazam! Fury of the Gods estreou no Fox Village Theater em Hollywood em 14 de março de 2023, e foi lançado pela Warner Bros. Pictures nos Estados Unidos em 17 de março de 2023.
Estava originalmente programado para ser lançado pela Warner Bros. Pictures nos Estados Unidos em 21 de dezembro de 2022 Ele foi originalmente programado para ser lançado em 1º de abril de 2022, antes de ser adiado para 4 de novembro de 2022, e depois para 2 de junho de 2023 devido à pandemia do COVID-19. Foi então transferido para 16 de dezembro de 2022, pois estava pronto para ser lançado mais cedo do que outros filmes da DC atrasados pela pandemia. Essa data foi dada anteriormente a Aquaman and the Lost Kingdom. A data de lançamento foi adiada cinco dias para 21 de dezembro, em abril de 2022. O filme estará disponível para transmissão no HBO Max após 45 dias de seu lançamento nos cinemas.